# Hoplitidae
Famille
Les Hoplitidae sont une famille d'ammonites de la super-famille des Hoplitoidea (sous-ordre des Ammonitina, ordre des Ammonitida).

## Répartition
Des fossiles datant du Crétacé (pour l'essentiel) et du Jurassique ont été retrouvés sur tous les continents,,.

## Systématique
Le nom valide de ce taxon est Hoplitidae, choisi en 1890 par le paléontologue français Henri Douvillé, pour le genre type Hoplites,.

## Liste des genres
Selon la Paleobiology Database (20 juillet 2022) :
- sous-famille des †Anahoplitinae Breistroffer, 1947
  - †Anahoplites
  - †Anahoplitoides
  - †Lepthoplites
- sous-famille des †Gastroplitinae Wright, 1952
  - †Alopecoceras
  - †Anagastroplites
  - †Gastroplites
  - †Neogastroplites
  - †Paragastroplites
  - †Pseudogastroplites
  - †Pseudopulchellia
  - †Sokolovites
  - †Stelckiceras
  - †Stotticeras
- sous-famille des †Hoplitinae Douvillé, 1890
  - †Arrhaphoceras
  - †Callihoplites
  - †Dimorphoplites
  - †Discohoplites
  - †Epihoplites
  - †Euhoplites
  - †Hoplites
  - †Hyphoplites
  - †Pleurohoplites
  - †Semenoviceras
- sous-famille des †Leymeriellinae Wright, 1952
  - †Epileymeriella
- sous-famille des †Sonneratiinae Destombes, 1973
  - †Bucaillella
  - †Eosonneratia
  - †Farnhamia
  - †Otohoplites
  - †Protohoplites
  - †Pseudosonneratia
  - †Sonneratia
  - †Tetrahoplites

Selon GBIF (20 juillet 2022) :
- Alopecoceras Kennedy & Klinger, 1978
- Amedroites Cooper & Owen, 2011
- Anadesmoceras Casey, 1954
- Anagastroplites Jeletzky, 1980
- Anahoplites Hyatt, 1900
- Anahoplitoides Casey, 1961
- Arrhaphoceras Whitehouse, 1927
- Bucaillella Destombes, Juignet & Rioult, 1973
- Callihoplites Spath, 1925
- Cleogastroplites Jeletzky, 1980
- Cleoniceras Parona & Bonarelli, 1897
- Destombesites Cooper & Owen, 2011
- Dimorphoplites Spath, 1925
- Discohoplites Spath, 1925
- Eosonneratia Saveliev, 1973
- Epihoplites Spath, 1925
- Epileymeriella
- Euhoplites Spath, 1925
- Farnhamia Casey, 1954
- Gastroplites McLearn, 1930
- Hoplites Neumayr, 1875
- Hyphoplites Spath, 1922
- Lepthoplites Spath, 1925
- Neogastroplites McLearn, 1931
- Otohoplites Steinmann, 1925
- Paragastroplites Imlay, 1961
- Pleurohoplites Spath, 1921
- Proeuhoplites Cooper & Owen, 2011
- Protohoplites Spath, 1923
- Pseudogastroplites Jeletzky, 1980
- Pseudopulchellia Imlay, 1961
- Pseudosonneratia Spath, 1925
- Savelievella Cooper & Owen, 2011
- Semenoviceras Wright, 1996
- Sokolovites Casey, 1966
- Sonneratia Bayle, 1878
- Spathoplites Cooper & Owen, 2011
- Stelckiceras Jeletzky, 1980
- Stotticeras Jeletzky, 1980
- Tetrahoplites Casey, 1952
- Wrightoplites Cooper & Owen, 2011